# Hypoctonus birmanicus
Espèce
Hypoctonus birmanicus est une espèce d'uropyges de la famille des Thelyphonidae.

## Distribution
Cette espèce est endémique de Birmanie.

## Description
Le mâle holotype mesure 23 mm.

## Étymologie
Son nom d'espèce lui a été donné en référence au lieu de sa découverte, la Birmanie.

## Publication originale
- Hirst, 1911 : On a new pedipalp from Burma. Annals and Magazine of Natural History, sér. 8, vol. 8, p. 380–381 (texte intégral).